# 島村衛吉
島村 衛吉（しまむら えきち、天保5年10月（1834年） - 元治2年3月23日（1865年4月18日））は幕末の土佐藩士。名は重険。当初は八次郎を称した。

## 来歴
土佐国香美郡下島村郷士・島村潮成の次男。母は島村雅寿の娘・常。幼時に高知城下新町に移住している。
経学・剣術・槍術・弓術・砲術を修め、安政元年（1854年）より江戸で千葉重太郎の門下で剣術を修行する。安政3年（1856年）には麻田直養（勘七）の下で一刀流皆伝、次いで安政4年（1857年）に桃井春蔵（4代目）の下で鏡新明智流皆伝を受ける。江戸桃井道場では塾頭を務めたと言われている。
文久元年（1861年）、武市瑞山の土佐勤王党結成に加わり、瑞山とともに各地を巡って土佐に帰国。文久2年（1862年）には吉田東洋暗殺に関与し、同年に藩主・山内豊範に従って上京した後は、本間精一郎や目明し文吉の暗殺に加わったという。同年の勅使江戸下向では、三条実美の護衛を務めた。しかし文久3年（1863年）、八月十八日の政変によって土佐勤王党への弾圧が始まると間もなく捕えられて入獄。元治2年（1865年）、度重なる拷問によって死亡した。
明治31年（1898年）、従四位を追贈された。

## 親族関係
衛吉が獄中から家族へ送った手紙の中に「母上様」「姉上様」「おたき殿」宛名が残っており、宮地佐一郎などは「おたき」を妻の名に推定している。ただし、安岡章太郎が自分の家系に関して綴った『鏡川』によれば、島村衛吉は、武市半平太 (瑞山)の甥であるとし（実際は半平太の妻の従姉弟）、丸岡莞爾(吉村三太)の妹「まき」を妻に迎えていると著述している。

## 補注
1. ↑  天保6年10月（1835年）とも。
2. ↑  島村雅事（寿之助）の妹、武市富子の叔母にあたる。
3. ↑  島村雅事の項を参照